# Puerto Nariño
Puerto Nariño es un municipio colombiano ubicado en el departamento del Amazonas.

## Vías de comunicación
Se accede al municipio desde Leticia por vía fluvial, a través del río Amazonas. También por vía terrestre mediante los senderos, comúnmente llamados trochas o caminos.

## Geografía
Es el segundo municipio del departamento de Amazonas, tanto en importancia como en extensión. Está situado a orillas del río Loretoyaco, a 87 km de Leticia, la capital departamental, y a 1240 km de Bogotá (la capital del país) Tiene una altitud de 82 m s. n. m., registrando una temperatura media de 30 °C.
Puerto Nariño tiene una extensión total de 1876 kmª. Limita al norte con la Área no municipalizada de Tarapacá, al sur con el río Amazonas y el Perú, al occidente con el Perú y al oriente con Leticia. Dentro de su jurisdicción se encuentra el lago de Tarapoto, lugar de hábitat del Delfín Rosado.

## División Político-Administrativa
Además de su cabecera municipal, Puerto Nariño tiene bajo su jurisdicción los siguientes centros poblados:
- Boyahuazú
- Doce de Octubre
- Naranjales
- Nuevo Paraiso
- Patrulleros
- Puerto Esperanza
- Puerto Rico
- San Francisco
- San José de Villa Andrea
- San Juan de Atacuarí
- San Juan del Soco
- San Pedro de Tipisca
- Santa Teresita
- Siete de Agosto
- Valencia
- Veinte de Julio

## Historia
El territorio ya existía durante la administración peruana del Triángulo Amazónico, siendo un pequeño embarcadero de nombre Puerto Espejo. Al pasar a soberanía colombiana es fundada el 18 de agosto de 1961 por el suboficial de la Policía Nacional José Humberto Espejo Hernández (1928-2017), en época peruana inicialmente fue llamado como Puerto Espejo, más adelante durante administración colombiana fue cambiado por la actual denominación. Debido al crecimiento demográfico, fue elevado a la categoría de municipio el 18 de enero de 1984.
En el año 2015 unos 4.000 metros cuadrados de selva fueron talados en inmediaciones de este municipios para construir un supuesto parque de energía solar. Al año 2023 el proyecto tuvo 7 suspensiones, 17 ampliaciones y 8 prórrogas avaladas por la interventoría para adelantar solamente un 68%. La obra tuvo un valor inicial de 26.869 millones de pesos (6 millones de dólares), pero se le hicieron adiciones por 2.866 millones de pesos (640.000 dólares) para un costo total de 29.736 millones de pesos (6,7 millones de dólares), sin producir un kilovatio de energía. Ante este elefante blanco el procurador delgado para Seguimiento a Regalías, John Harvey Pinzón, presentó un documento al despacho de la Procuradora General, para que se evaluara la apertura de acciones preventivas o disciplinarias a que haya lugar para resolver esta situación.
Durante la pandemia del COVID-19 Puerto Nariño fue uno de los municipios más golpeados de la región. Varios medios de comunicación denunciaron que ni siquiera el personal médico del municipio contaba con los elementos de protección necesarios para atender pacientes en ese contexto.

## Economía
Está basada en el ecoturismo, la pesca y el cultivo del pancoger.

## Estructura organizacional municipal
| Puerto Nariño | Puerto Nariño | Puerto Nariño              |
| Departamento  | Código DANE   | Categoría municipal (2023) |
| ------------- | ------------- | -------------------------- |
| Amazonas      | 91540         | Sexta                      |

- Personería: Es un centro del Ministerio Público de Colombia que ejerce, vigila y hace control sobre la gestión de las alcaldías y entes descentralizados; velan por la promoción y protección de los derechos humanos; vigilan el debido proceso, la conservación del medio ambiente, el patrimonio público y la prestación eficiente de los servicios públicos, garantizando a la ciudadanía la defensa de sus derechos e intereses.

- Concejo Municipal: Es la suprema autoridad política del municipio. En materia administrativa sus atribuciones son de carácter normativo. También le corresponde vigilar y hacer control político a la administración municipal. Se regulan por los reglamentos internos de la corporación en el marco de la Constitución Política Colombiana (artículo 313) y las leyes, en especial la Ley 136 de 1994 y la Ley 1551 de 2012.

Constituido por 9 concejales por un periodo de 4 años.
- Alcaldía Municipal: En esta se encuentra la administración municipal y las entidades descentralizadas del municipio.

El Alcalde se pronuncia mediante decretos y se desempeña como representante legal, judicial y extrajudicial del municipio. El actual Alcalde municipal es Edilberto Suárez Pinto (2024-2027), elegido por voto popular.